# W (Whigfield album)
 For alternative betydninger, se W (flertydig). (Se også artikler, som begynder med W)
W er det femte studiealbum fra den dansk dance-sanger Whigfield. Det blev udgivet i 2012 via det italienske pladeselskab Off Limits. Det var hendes første album i ti år siden 4 der udkom i 2002.

## Spor
| Nr. | Titel                           | Lyrics           | Composer(s)                                          | Længde |
| --- | ------------------------------- | ---------------- | ---------------------------------------------------- | ------ |
| 1.  | "Stay in My Head"               | Sannie Carlson   | Carlson, Luigi Barone, Davide del Tufo               | 3:35   |
| 2.  | "4Ever"                         | Carlson          | Carlson, Barone, Roberto Battini, Igor Favretto      | 3:57   |
| 3.  | "Jeg Kommer Hjem"               | Carlson          | Carlson, Barone, Battini, Favretto                   | 3:15   |
| 4.  | "As I Go"                       | Carlson          | Carlson, Barone, Marco Savaresi                      | 3:20   |
| 5.  | "Devil Called Love"             | Carlson          | Carlson, Barone, Marco Soncini                       | 3:41   |
| 6.  | "Just Because You're Beautiful" | Carlson          | Carlson, Gianluca Allegri, Barone, Favretto, Soncini | 3:36   |
| 7.  | "Behind the Sun"                | Carlson, Battini | Barone, Battini, Alfredo Larry Pignagnoli            | 3:52   |
| 8.  | "C'est Cool" (right version)    | Carlson          | Carlson, Allegri, Savaresi                           | 3:00   |